# Ке-де-ла-Рапе (станция метро)
Ке-де-ла-Рапе (фр. Quai de la Rapée) — станция линии 5 Парижского метрополитена, расположенная в XII округе Парижа. Располагается рядом с мостом Морланд и каналом Сен-Мартен, к северо-западу от набережной, давшей станции современное название.

## История
- Станция открылась 13 июля 1906 года. С 1 августа по 17 декабря 1906 года осуществлялось движение по временной ветви к станции Гар-де-Льон, которая начинается в подземной вставке к юго-востоку от станции. С открытием 17 декабря 1906 года участка до станции Жак Бонсержан принята современная схема движения.
- Пассажиропоток по станции по входу в 2011 году, по данным RATP, составил 1 201 924 человек[2]. В 2013 году этот показатель снизился более, чем на 15 %, до 986 508 пассажиров (290 место по пассажиропотоку в Парижском метро)[3].

### История переименований
- Мазас (до 15 октября 1907)
- Пон д'Аустерлиц (15 октября 1907 — 1 июня 1916)

## Путевое развитие
К юго-востоку от станции сохранилось начало ветви к станции "Гар-де-Льон" линии 1, использовавшейся до открытия участка к станции Жак Бонсержан. Начало этой ветви было однопутным, затем ветвь раздваивалась на два пути.

## Галерея
- Метромост Морланд, пересекающий порт де л'Арсенал.
- Вход на станцию